# فيزياء المواد المكثفة
فيزياء المادة المكثفة هي مجال الفيزياء الذي يتعامل مع الخصائص الفيزيائية العيانية والمجهرية للمادة. على وجه الخصوص، تهتم بالمراحل «المكثفة» التي تظهر كلما كان عدد المكونات في النظام كبيرًا للغاية وزادت التفاعلات بين المكونات بكثرة. من الأمثلة المألوفة للمراحل المكثفة هي المواد الصلبة والسوائل، والتي تنشأ من القوى الكهرومغناطيسية بين الذرات. يسعى علماء فيزياء المادة المكثفة إلى فهم سلوك هذه المراحل باستخدام القوانين الفيزيائية. التي تشمل قوانين ميكانيكا الكم، الكهرومغناطيسية والميكانيكا الإحصائية.
تشمل الأطوار الأكثر تكثيفًا الغريبة طور التوصيل الفائق التي تظهرها بعض المواد في درجة حرارة منخفضة، والأطوار المغناطيسية الحديدية والمضادة للمغناطيسية الحديدية في اللف المغزلي على شبكة تبلور برافيه للذرات، وتكاثف بوز - أينشتاين الموجودة في الأنظمة الذرية فائقة البرودة. تتضمن دراسة فيزياء المادة المكثفة قياس خواص المواد المختلفة عبر تحقيقاتٍ تجريبيةٍ إلى جانب استخدام الأساليب الفيزيائية النظرية لتطوير نماذج رياضية تساعد في فهم السلوك الجسدي.
إن تنوع الأنظمة والظواهر المتاحة للدراسة يجعل فيزياء المادة المكثفة الحقل الأكثر نشاطًا في الفيزياء المعاصرة: يعتبر ثلث جميع علماء الفيزياء الأمريكيين أنفسهم فيزيائيين في المادة المكثفة، ويعتبر قسم فيزياء المواد المكثفة أكبر قسم في الجمعية الفيزيائية الأمريكية. يتداخل الحقل مع الكيمياء وعلوم المواد وتكنولوجيا النانو، ويرتبط ارتباطًا وثيقًا بالفيزياء الذرية والفيزياء الحيوية. تشترك الفيزياء النظرية للمادة المكثفة في مفاهيم وأساليب مهمة مع فيزياء الجسيمات والفيزياء النووية.
اُعتبرت عدة مواضيع مثل علم البلورات، والتعدين، والمرونة، والمغناطيسية، وما إلى ذلك، كأقسام منفصلة في الفيزياء حتى عام 1940، عندما جُمعت معا في قسم فيزياء الحالة الصلبة. في حوالي الستينيات من القرن الماضي، اُضيفت دراسة الخواص الفيزيائية للسوائل إلى هذه القائمة، مما يشكل الأساس للتخصص الجديد ذي الصلة بفيزياء المادة المكثفة. صاغَّ الفيزيائي فيليب وارن أندرسون المصطلح مع وفولكر هاين، عندما غيروا اسم مجموعتهم في مختبرات كافنديش، كامبريدج من نظرية الحالة الصلبة إلى نظرية المواد المكثفة في عام 1967، مما أشعرهم بأنهم لم يستبعدوا اهتمامهم في دراسة السوائل والمواد النووية وما إلى ذلك. على الرغم من أن أندرسون وهاين ساعدا في تعميم اسم «المادة المكثفة»، إلا إن الاسم كان موجودًا في أوروبا منذ عدة سنوات، وكان أبرزه في مجلة نُشرت باللغة الإنجليزية والفرنسية والألمانية من قبل دار نشر سبرينغر بعنوان فيزياء المواد المكثفة، وبدأت التسمية في عام 1963. كانت بيئة التمويل وسياسة الحرب الباردة في الستينيات والسبعينيات من العوامل التي دفعت بعض علماء الفيزياء إلى تفضيل اسم «فيزياء المادة المكثفة»، والتي شددت على وحدة المشاكل التي يواجهونها الفيزيائيون العاملون في المواد الصلبة والسوائل والبلازما وغيرها من العوامل المعقدة، على تسمية «فيزياء الحالة الصلبة»، والتي ارتبطت في كثير من الأحيان بالتطبيقات الصناعية للمعادن وأشباه الموصلات. كانت مختبرات بيل فون واحدة من أوائل المعاهد التي أجرت برنامجًا بحثيًا في فيزياء المواد المكثفة.
أشارت مصادر سابقة إلى الحالة «المكثفة». على سبيل المثال، في مقدمة كتابه "النظرية الحركية للسوائل" عام 1947، اقترح ياكوف فرينكل أن "النظرية الحركية للسوائل يجب أن تكون بمثابة تعميم وامتداد للنظرية الحركية للأجسام الصلبة وسيكون من الأصح توحيدهم تحت عنوان "الأجسام المكثفة".

## تاريخ الفيزياء الكلاسيكية

### الفيزياء الكلاسيكية
أجرى الكيميائي الإنجليزي همفري ديفي واحدة من أولى الدراسات على حالات المادة المكثفة، في العقد الأول من القرن التاسع عشر. لاحظ ديفي أنه من بين أربعين عنصرًا كيميائيًا معروفًا في ذلك الوقت، فإن ستةً وعشرين عنصرًا له خصائص معدنية مثل اللمعان والليونة والتوصيل الكهربائي والحراري العالي. هذا يدل على أن الذرات في نظرية جون دالتون الذرية لم تكن غير قابلة للتجزئة كما ادعى دالتون، ولكن كان لها بنية داخلية. ادعى ديفي كذلك أن العناصر التي كان يُعتقد أنها غازات، مثل النيتروجين والهيدروجين، يمكن أن تتحول إلى سائلة في ظل الظروف المناسبة ثم تتصرف كفلزات.
في عام 1823، نجح مايكل فاراداي، وهو مساعد في مختبر ديفي، في تسييل الكلور واستمر في تسييل جميع العناصر الغازية المعروفة، باستثناء النيتروجين والهيدروجين والأكسجين. بعد فترة وجيزة، في عام 1869، درس الكيميائي الأيرلندي توماس أندروز مرحلة الانتقال من السائل إلى الغاز وصاغ مصطلح النقطة الحرجة لوصف الحالة التي يتعذر فيها تمييز الطور الغازي والسائلي، وزوّد الفيزيائي الهولندي يوهانس فان دير فال بالإطار النظري الذي سمح بالتنبؤ بالسلوك الحرج استنادًا إلى قياسات في درجات حرارة عالية. بحلول عام 1908، تمكن جيمس ديوار وهيكي كاميرلينغ أونز من تسييل الهيدروجين بنجاح ثم اكتشف الهيليوم على التوالي.
اقترح بول درود في عام 1900 أول نموذج نظري لإلكترون كلاسيكي يتحرك عبر مادة صلبة معدنية. وصف نموذج درود خواص المعادن على شكل غاز من الإلكترونات الحرة، وكان أول نموذج مجهري لشرح الملاحظات التجريبية مثل قانون فيدمان-فرانز. على الرغم من نجاح نموذج الإلكترون الحر لدرود، كانت لديه مشكلة واحدة ملحوظة: كان غيرَ قادرٍ على شرح المساهمة الإلكترونية في الخواص الحرارية والمغناطيسية المحددة للمعادن، والمقاومة المعتمدة على درجة الحرارة في درجات الحرارة منخفضة.
في عام 1911، بعد ثلاث سنوات من تسييل الهيليوم لأول مرة، اكتشف أونز العامل بجامعة ليدن التوصيل الفائق في الزئبق، عندما لاحظ اختفاء المقاومة الكهربائية للزئبق في درجات حرارة أقل من قيمة معينة. فاجأت هذه الظاهرة تمامًا أفضل علماء الفيزياء النظرية في ذلك الوقت، وظلت غير معروفة لعدة عقود. قال ألبرت أينشتاين، في عام 1922، فيما يتعلق بالنظريات المعاصرة عن الموصلية الفائقة إنه «من خلال جهلنا الكبير بالميكانيكا الكمومية للأنظمة المركبة، نحن بعيدون جدًا من كوننا قادرين على تكوين نظرية من هذه الأفكار المبهمة.»

### ظهور ميكانيكا الكم
عزز فولفغانغ باولي، وأرنولد سومرفيلد، وفيليكس بلوش وغيرهم من علماء الفيزياء نموذج درود الكلاسيكي. أدرك باولي ان على الإلكترونات الحرة في المعدن أن تتماشى مع إحصائيات فيرمي-ديراك. باستخدام هذه الفكرة، طور نظرية المغناطيسية المسايرة في عام 1926. بعد فترة وجيزة، قام سومرفيلد بدمج إحصائيات فيرمي-ديراك في نموذج الإلكترون الحر وجعله أفضل لتفسير السعة الحرارية. بعد ذلك بعامين، استخدم بلوخ ميكانيكا الكم لوصف حركة الإلكترون في بنية دورية. استُخدمت رياضيات الهياكل البلورية التي طورها أوغست برافيس وييفغراف فيودوروف وآخرون لتصنيف البلورات على أساس مجموعة التناظر الخاصة بهم. وكانت جداول الهياكل البلورية الأساس لسلسلة الجداول الدولية لعلم البلورات، التي نُشرت لأول مرة في عام 1935. استخدمت حسابات بنية النطاق لأول مرة في عام 1930 للتنبؤ بخصائص المواد الجديدة، وفي عام 1947 طور جون باردين ووالتر براتين وويليام شوكلي أول ترانزستور قائم على أشباه الموصلات، مما أدى إلى ثورة في مجال الإلكترونيات.
في عام 1879، اكتشف إدوين هربرت هول، الذي يعمل في جامعة جونز هوبكنز، ظهور جهدٍ كهربائيٍ عبر الموصلات عرضيًا لتيار كهربائي في الموصل ومجال مغناطيسي متعامد مع التيار. تسمى هذه الظاهرة الناشئة بسبب طبيعة ناقلات الشحنة في الموصل تأثير هول، لكنها لم تشرح بشكل صحيح في ذلك الوقت، حيث لم يُكتشف الإلكترون تجريبياً إلا بعد 18 عامًا. بعد ظهور ميكانيكا الكم، طور ليف لانداو في عام 1930 نظرية تكميم لانداو ووضع الأساس للتفسير النظري لتأثير هول الكمومي المكتشف بعد نصف قرن.
عُرفت المغناطيسية كخاصية للمادة في الصين منذ عام 4000 قبل الميلاد. ومع ذلك، فإن الدراسات الحديثة الأولى للمغناطيسية بدأت فقط بتطوير فاراداي وماكسويل وآخرين للديناميكا الكهربائية في القرن التاسع عشر، والتي تضمنت تصنيف المواد على أنها مغناطيسية حديدية أو مغناطيسية مسايرة وشبه مغناطيسية وثنائية المغناطيسية بناءً على استجابتها للمغنطة. درس بيير كوري اعتماد المغنطة على درجة الحرارة واكتشف انتقال طور نقطة كوري في المواد المغناطيسية الحديدية. في عام 1906، قدم بيير فايس مفهوم الحُبيبة المغناطيسية أو النطاق المغناطيسي أو المنطقة المغناطيسية لشرح الخصائص الرئيسية للمغناطيسات الحديدية. كان ويلهلم لينز وإرنست إيسينغ أول من حاول وصف المغناطيسية بطريقة مجهرية من خلال نموذج إيسينغ الذي وصف المواد المغناطيسية بأنها تتكون من بنية دورية من اللفات المغزلية التي اكتسبت المغناطيسية مجتمعة. حُلّ نموذج ايسينغ لإظهار أن المغنطة العفوية لا يمكن أن تحدث في بعد واحد ولكن من الممكن حدوثها في المشابك ذات الأبعاد الأعلى. أدت المزيد من البحوث مثل بحث بلوخ على موجات اللف المغزلي وبحث نيل على المغناطيسية الحديدية المضادة إلى تطوير مواد مغناطيسية جديدة مع تطبيقات لأجهزة تخزين المغناطيسية.

## فيزياء الأجسام المتعددة الحديثة
حيث اتضحت فعالية تطبيق ميكانيكا الكم في حل مشاكل المادة المكثفة (المواد الصلبة) وذلك بواسطة نموذج سومفيرلد ونماذج الدوران للمغناطيسية الحديدية في عام 1930 ميلادي، وبالرغم من ذلك تبقى العديد من المشاكل التي لم يتم حلها وكان أهمها وصف الموصلية الفائقة وتأثير كوندو، بعد الحرب العالمية الثانية طُبقت العديد من نظريات فيزياء الكم على مشاكل المادة المكثفة، وقد تضمنت  التعرف على أنماط الإثارة الجماعية للمواد الصلبة والمفهوم المهم لأشباه الجسيمات، وقد قام الفيزيائي الروسي ليف لانداو باستخدام نظرية سائل فيرمي الذي يعتمد على إعطاء خصائص الطاقة المنخفضة لأنظمة الفيرميون المتفاعلة حيث أصبحت تعرف بـأشباه جسيمات-لانداو.
وقد طَور لانداو نظرية المجال المتوسط لمواكبة تحولات الطور المستمرة، التي وصفت هذه التحولات بمراحل الانهيار التلقائي للتطور، وقد تضمن هذه النظرية كيفية التميز بين مراحل التطور.
في عام 1956 قام الفيزيائين جون باردن، لوين كوبر وجون شريفير بتطوير نظرية الموصلية الفائقة اعتمادًا على اكتشاف الجاذبية الصغيرة بين إلكترونين من الكترونات المغزولين المتعاكسين بواسطة الفونونات في الشبكة، مما يمكن أن يؤدي إلى حالة تسمى أزواج كوبر .
وقد كانت دراسة تحولات الطور المستمرة والسلوك المتناقض محط الإهتمام في الستينات،  وقد قام ليو كاندوف، بنجامين وندوم ومشيل فيشر بتطويرها، وقام كنيث جي بجمع هذه الأفكار وتوحيدها في عام 1972 ميلادي، وذلك في فترة حملة تداول وانتشار نظرية المجال الكمي .
في عام 1986تم اكتشاف أول موصل فائق الحرارة على يد كارل مولر وجونس بيندورز، وهي المواد التي تصبح فائقة الموصلية عند التعرض لدرجة حرارة أكثر من 50 كلفن، وعلى هذا تم إدراك أن هذه المواد فائقة الموصلية هي مثال على المواد شديدة الترابط، حيث أن تفاعلات الإلكترون بالألكترون تلعب دورًا مهمًا، لم تنته الأبحاث للوصول للوصف النظري الدقيق للمود فائقة الموصلية ولا يزال موضوع المواد شديدة الإرتباط مجالاً بحثيًا نشط.
وقد صدرت نسخًا أولية في عام 2012 تشير إلى ان هيكسابورد السماريوم له خصائص طوبولوجية  وذلك استنادًا إلى بحوث سابقة، فقد اعتبر هيكسابورد السماريوم عازل كوندو، أي أنه أحد المواد شديدة الإرتباط، وقد كان من المتوقع أن وجود سطح ديراك الطوبولوجي في المواد يؤدي إلى تكون سطح عازل طوبولوجي ذو ارتباطات إلكترونية قوية.

## مواضيع في فيزياء المواد المكثفة
- أطوار المادة
  - أطوار عامة: غاز، سائل، صلب
  - أطوار الحرارة المنخفضة: تكاثف بوز-آينشتاين، غاز فيرمي، سائل فيرمي، تكاثف فرميوني، سائل لوتينغر، سائل فائق، صلب فائق
  - ظاهرة الطور: وسيط الرتبة، انتقال طوري، منحنى تبريد
- الأصلاب البلورية
  - أنماط: عازل، معدن، نصف ناقل، نصف معدن، شبه بلورة
  - خواص إلكترونية: ثغرة حزمية، موجة بلوخ، حزمة توصيل، كتلة فعالة، توصيل كهربائي، فجوة إلكترونية، حزمة تكافؤ
  - ظاهرة إلكترونية: تأثير كوندو، بلازمون، تأثير القاعة الكمومية، موصلية فائقة، بلورة فيغنر Wigner crystal، كهربائية حرارية
  - ظواهر بلورية: مغناطيسية حديدية مضادة، تأثير كهربائي-حديدي، مغناطيس-حديدي، ماغنون، فونون، زجاج السبين، عيب طوبولوجي Topological defect
- مادة طرية Soft matter
  - أنماط: مادة لابلورية، مادة حبيبية، بلورة سائلة، بوليمر
- تقانة نانوية
  - أنظمة إلكتروميكانيكية نانوية
  - إلكترونيات دورانية

## تطبيقات
ظهرت العديد من تطبيقات الأجهزة نتيجة عن البحث في الفيزياء المكثفة، كتطوير الترانزيستور لأشباه الموصلات  وتطوير تكنولوجيا الليزر  وبعض الدراسات المتخصصة بتقنية النانو، وقد أدت دراسة الفحص المجهري للمسح النفقي المتخصص في تقنية النانو للتحكم في العمليات إلى دراسة التصنيع النووي.
اما في عالم الكوانتم (الكم) يتم تمثيل المعلومات بواسطة وحدات البت الكمومية والكيوبتات، لكن قد تتفكك الكيوبتات بسرعة قبل الوصول إلى الجواب والحساب الصحيح وهذه تعدد من أهم المشاكل التي يجب حلها قبل نشر الحواسيب الكمومية وقد تم إقتراح بعض الأساليب لحل هذه المشكلة في علم الفيزياء المكثفة، مثل كيبوتات جوزيفسون وسبينترونيك اعتمادًا على الدوران في المواد المغناطيسية أو أيونات طوبولوجية غير أبيلية من حالات تأثير الفراغ الكمي.
للفياء المكثفة عدة استخدامات في الفيزياء الحيوية، كالطريقة التجريبية للتصوير بالرنين المغناطيسي والتي تستخدم بشكل واسع في المجالات الطبية.